# Federazione calcistica di Martinica
La Federazione calcistica di Martinica, ufficialmente Ligue de football de la Martinique, fondata nel 1953, è il massimo organo amministrativo del calcio in Martinica. Essendo un distaccamento della federazione calcistica francese non è affiliata alla FIFA, ma solo alla CONCACAF dal 1964. Essa è responsabile della gestione del campionato di calcio e della nazionale di calcio dell'isola.